# N-metilserotonina
La N-metilserotonina es un derivado alcaloide de la triptamina. Su estructura química es derivada de la serotonina en el que reside un grupo metilo en su alquil amina. También se denomina Nω-metilserotonina (específicamente Nω-metil-5-hidroxitriptamina) para distinguirla de otros compuestos derivados de la triptamina en los que un grupo metilo está unido al átomo de nitrógeno de su grupo indol.
La N-metilserotonina se encuentra como componente estructural en plantas como la Actaea racemosa (cimífuga) y Zanthoxylum piperitum (pimienta japonesa), ciertos animales como la rana campanilla verde dorada (Litoria aurea), y hongos del género Amanita. El compuesto se une a varios receptores de serotonina, incluidos los receptores 5-HT 7 y 5-HT 1A, con alta afinidad ( IC50 ≤ 2 nM) y selectividad, y muestra actividad agonista. Además de su interacción directa con los receptores de serotonina, la N -metilserotonina también actúa como un inhibidor selectivo de la recaptación de serotonina.

## Estado legal

### Estados Unidos
La N-metilserotonina no está catalogada a nivel federal en los Estados Unidos, pero podría considerarse un análogo de la bufotenina, en cuyo caso, las ventas o la posesión destinadas al consumo humano podrían procesarse en virtud de la Ley Federal de Análogos .

#### Florida
La N-metilserotonina está en el listado de sustancias controladas de la Lista I en el estado de Florida, por lo que es ilegal comprarla, venderla o poseerla en ese estado estadounidense.